# Religioni in Francia
CristianiMusulmaniEbreiAgnostici/ateiAltroCristianiMusulmaniEbreiAgnostici/ateiAltro
La Francia è un paese in cui la libertà di religione e la libertà di manifestazione del pensiero sono garantiti in virtù della Dichiarazione dei diritti dell'uomo e del cittadino datata 1789. L'attuale quinta repubblica francese si fonda sul principio del laicismo (o "libertà di coscienza") attuato dalle leggi Jules Ferry del 1880 e dalla legge francese sulla separazione tra Stato e Chiesa del 1905.
Finché non nasconde il volto, l'utilizzo di segni religiosi non è vietato, ad eccezione degli agenti di servizio pubblico e all'interno dell'istituto scolastico.
L'insegnamento del catechismo  è permesso nelle scuole private ma non nelle scuole pubbliche. L'istruzione privata non è permesso avere più del 20% dell studente (80% per l'istruzione pubblica) .
I chierici hanno il diritto di insegnare all'università (istruzione superiore) ma non nelle scuole pubbliche primarie e secondarie, riservate ai laici.
La Chiesa cattolica romana, la religione maggioritaria - almeno nominalmente - professata dal popolo francese non è più la religione di Stato qual era prima della rivoluzione francese e sotto i vari regimi non repubblicani del XIX secolo (la restaurazione francese borbonica, la monarchia di luglio e il secondo impero francese).
La maggiore religione seguita in Francia è il cristianesimo, che oltre alla Chiesa cattolica include i vari rami del protestantesimo, la Chiesa ortodossa russa e la Chiesa apostolica armena. Le altre religioni principali praticate in territorio francese sono l'islam, l'ebraismo, l'induismo e il sikhismo; ciò rende la Francia un paese decisamente multiconfessionale. Mentre milioni di persone continuano ad assistere ai servizi religiosi regolarmente, il livello generale di osservanza e frequentazione risulta essere notevolmente inferiore rispetto al passato.
Secondo il sondaggio condotto da Eurobarometro nel 2010 il 27% dei cittadini ha risposto che crede vi sia un qualche dio, il 27% ha risposto che crede possa esistere una sorta di spirito o forza vitale, mentre il 40% ha affermato di non credere in alcun dio, spirito o forza vitale; il 6% rimane indeciso: questo risultato pone il livello di irreligiosità in Francia ad uno dei tassi nazionali più alti del mondo intero.
Nel 2006 gli affiliati al cattolicesimo erano il 64,4% di tutti i fedeli, il 2,1% erano protestanti, il 3% musulmani, lo 0,6% ebrei, il 2,3% ha dichiarato una qualche altra forma religiosa, mentre il 27,65 si considerava non religioso.
Il crescente numero di nuove sette ha costretto la Francia a creare un'organizzazione chiamata missione interministeriale di vigilanza e lotta contro l'abuso settario (MILIVUDES).

## Status giuridico e riassunto storico
La Francia garantisce la libertà religiosa come diritto costituzionale e i poteri legislativi ed esecutivi lo rispettano nella pratica. Una lunga storia di violenti conflitti tra diversi gruppi religiosi ha condotto la nazione a rompere i legami con lo Stato della Chiesa all'inizio del 1800 e ad adottare un forte impegno nel mantenere il settore pubblico totalmente volto alla secolarizzazione.

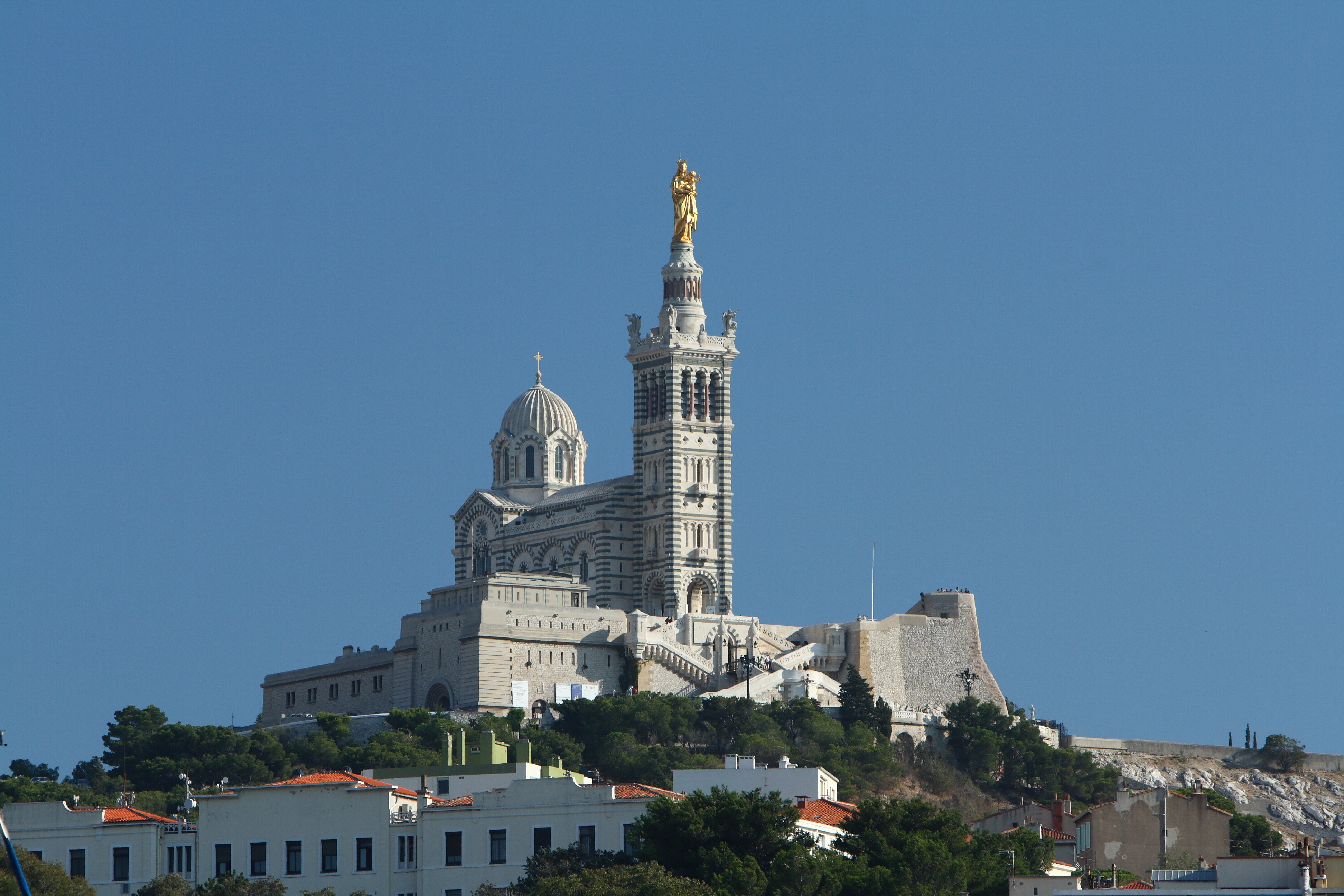
Notre-Dame-de-la-Garde a Marsiglia.

### Cattolicesimo come religione di Stato
Durante l'Ancien Régime il cattolicesimo rimase la religione più importante del paese; la Francia venne tradizionalmente considerata essere come la "figlia maggiore" della Chiesa e il re di Francia mantenne sempre stretti legami con il papa. Questo stato di cose ha prodotto innumerevoli conflitti, in particolare nel corso del periodo della riforma protestante tra cattolici e ugonotti (i francesi passati al calvinismo).

Presenza degli ugonotti nel regno di Francia durante il XVI secolo: viola scuro-territorio controllato, lillà chiaro-territorio conteso, blu-territorio del luteranesimo.

### Guerre francesi di religione (1562-98)
Nel 1560 la situazione era la seguente: il 90% di cattolici e il 10% di protestanti.
Nel regno di Francia durante la seconda metà del XVI secolo risiedette una numerosa popolazione protestante, soprattutto nella versione riformata di Giovanni Calvino. Questa venne perseguitata ufficialmente per la maggior parte del tempo, con periodi temporanei di relativa tolleranza. Ma tali guerre continuarono fino a giungere al loro apice con il massacro della notte di san Bartolomeo nel 1572, fino all'editto di Nantes emesso da Enrico IV di Francia nel 1598.
Con questo atto per la prima volta gli ugonotti furono considerati dallo Stato come qualcosa di più di semplici scismatici ed eretici; l'editto aprì un percorso il direzione della laicità e della tolleranza. Nell'offrire la libertà di pensiero universale agli individui esso diede anche numerose concessioni specifiche ai protestanti, ad esempio un'amnistia generale e la reintegrazione dei loro diritti civili, compreso il diritto di poter lavorare in qualsiasi campo sia privato che pubblico e di consegnare le proprie eventuali rimostranze direttamente al re.

### Post-Editto di Nantes (1598-1789)
L'editto garantì ai protestanti anche 50 "places de sûreté", che erano fortificazioni militari come La Rochelle, oltre ad ulteriori 150 "places de refuge", luoghi di emergenza e rifugio mantenuti a proprie spese. Un tale innovativo atto di tolleranza rimase praticamente unico in tutto il continente europeo (ad eccezione della Confederazione polacco-lituana) in cui la pratica standard costringeva tutti i soggetti governati a seguire la religione adottata formalmente dal sovrano (quale che essa fosse): applicazione del principio Cuius regio, eius religio.
I conflitti a matrice religiosa ripresero verso la fine del XVII secolo quando Luigi XIV di Francia diede avvio ad una rinnovata persecuzione nei confronti degli ugonotti, con l'introduzione delle Dragonate nel 1681. Questa ondata di violenza fanatica riuscì ad intimidire talmente i protestanti da costringerli in molti casi a convertirsi al cattolicesimo; nel 1685 l'Editto di Fontainebleau revocò le disposizioni liberali del 1598.
Come diretta conseguenza un gran numero di protestanti abbandonò il paese in massa nei successivi due decenni, chiedendo lo status di rifugiato all'Inghilterra, alla Repubblica delle Sette Province Unite, alla Danimarca, agli stati protestanti del Sacro Romano Impero (Assia, Brandeburgo-Prussia ecc) ed infine anche alle colonie europee in America del Nord e nella Colonia del Capo. La Rivolta dei Camisardi scoppiò nel 1702 tra le montagne di Cevenne.
La revoca dell'editto creò uno stato di cose simili di quelle di quasi tutti i paesi europei del periodo, dove cioè veniva ammessa solamente la religione di Stato ufficiale; l'esperimento di tolleranza ebbe così termine e causò un'autentica fuga dei cervelli dalla Francia, perdendo un gran numero di esperti artigiani tra cui Daniel Marot. Alcuni governanti, come Federico Guglielmo I di Brandeburgo, emanarono editti invitando i protestanti a fuggire per stabilirsi nei loro paesi.

### Rivoluzione francese (1789)
Durante la rivoluzione francese la Chiesa cattolica romana perse gradualmente la maggior parte del suo potere ed influenza; la Costituzione civile del clero promulgata nel 1790 mise tutti i beni ecclesiastici sotto il controllo statale. Mentre il clero fu perseguitato, innanzitutto a Parigi ed in altri comuni (tramite il Rappresentante in missione), alle nuove religioni e filosofie (ad esempio i Culti della Ragione e dell'Essere Supremo) venne permesso di competere con la teologia dei "preti".
Dopo la Convenzione termidoriana (1794-96) le persecuzioni anticattoliche cessarono, ma lo scisma tra il governo e la Chiesa non ebbe termine fino al Concordato del 1801 voluto da Napoleone Bonaparte.

### Restaurazione borbonica (1814-30)
Con la restaurazione francese e la presa del potere da parte degli Ultrarealisti nella Chambre introuvable (vedi Terrore bianco) la Chiesa cattolica ridiventa nuovamente la religione di Stato francese. Sotto il governo di Jean-Baptiste Guillaume Joseph, conte di Villèle il parlamento votò tra il 1825 e il 1830 la cosiddetta Legge sul sacrilegio.

### Terza Repubblica (1870-1940)
Passata la monarchia di luglio (1830-48) e il secondo impero francese di Napoleone III, periodi in cui la situazione rimase completamente immutata, si giunse alla proclamazione della Terza Repubblica Francese.

#### Separazione delle Chiese dallo Stato (1905)

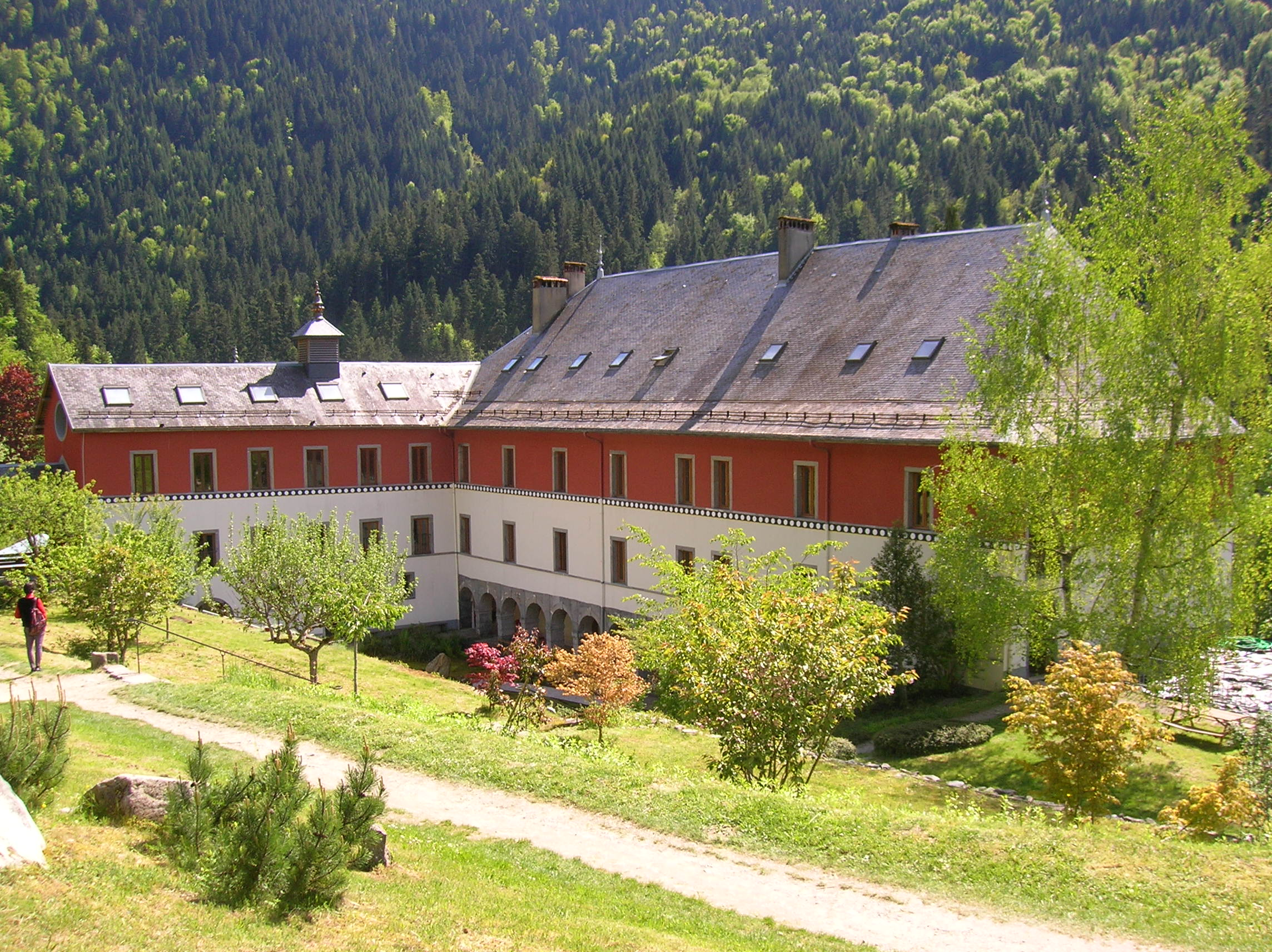
Saint Hugon a Arvillard nella Savoia è un ex Certosa (un monastero dell'ordine certosino) trasformato in un luogo di culto e apprendimento delle scuole del buddhismo tibetano (Karma Ling), una trasformazione che si verifica abitualmente nei castelli e negli ex monasteri cristiani sia francesi che del Belgio.

## Gruppi religiosi

### Cristianesimo
Il cristianesimo è la religione del 51.1% dei francesi, secondo le stime del 2016; nel 2011 il 61% dichiara di essere membro della Chiesa cattolica in Francia; il 2% dichiarava di appartenere a confessioni cristiane affiliate al protestantesimo.

### Islam
Nel 2016 il 5.6% dei francesi ha dichiarato di essere musulmano.

### Buddhismo
A partire dal 2000 il buddhismo in Francia è stato stimato in circa 1.000.000 (Ministero dell'Interno) di aderenti rigorosi a cui si aggiungono ben 5 milioni di persone influenzate direttamente dalle dottrine buddhiste (sondaggio pubblicato sulla rivista Psychologies, 64); si tratta di un numero molto elevato per un paese della civiltà occidentale.
Secondo lo studioso Dennis Gira, direttore dell'"Istituto di Scienza e Teologia delle Religioni di Parigi" la pratica buddhista in Francia ha una sua specifica natura eminentemente missionaria e sta attraversando un processo di "inculturazione" la quale può rappresentare un nuovo giro della "Dharmacakra" (Ruota del Dharma), del tutto simile a quello che si è verificato con il buddhismo cinese e con il buddhismo giapponese, da cui si può eventualmente presentare una nuova incarnazione della dottrina: un peculiare "buddhismo francese".

### Altre fedi
La Francia ha creato nel 1995 la prima commissione parlamentare francese sulle attività di culto; essa ha prodotto una relazione che registra una serie di gruppi religiosi considerati socialmente perturbatori e/o pericolosi.
Secondo il sociologo francese Régis Dericquebourg nel 2003 le principali minoranze religiose erano costituite dai Testimoni di Geova (130.000, sebbene la Corte europea dei diritti dell'uomo considerasse il numero di 249.918 "testimoni di Geova" tra occasionali e regolari), l'avventismo, l'evangelicalismo (assemblee di Dio, Chiesa cristiana Porta aperta...), mormonismo (31.000), Chiesa di Scientology (4.000) e Soka Gakkai. Secondo l'"Association of Religion Data Archives" nel 2005 esistevano quasi 4.400 Bahá'í e il governo francese è tra coloro che hanno espresso allarme nel trattamento dei Bahá'í nel moderno Iran.
Molti gruppi hanno circa 1.000 membri (tra cui Antoinismo, cristianesimo scientista, Invito alla Vita, movimento raeliano, Aumismo, Associazione internazionale per la coscienza di Krishna) e la Chiesa dell'unificazione con 400 membri. Non ci sono più affiliati ai Bambini di Dio. Secondo l'edizione 2007 dell'enciclopedia Quid altre importanti minoranze religiose includono la Chiesa neo-apostolica (20.000), la "Universal White Brotherhood" (20.000), "Sūkyō Mahikari" (15.000-20.000), la "Nuova Acropoli" (10.000), l'"Alleanza Universale" (1.000) e il Movimento del Graal (950).

## Demografia religiosa 1986-2016
| Religioni                         | Popolazione % 1986 | Popolazione % 1994 | Popolazione % 2006 | Popolazione % 2016 |
| --------------------------------- | ------------------ | ------------------ | ------------------ | ------------------ |
| Cristianesimo                     | 82%                | 69%                | 66.5%              | 49.1%              |
| Cattolicesimo                     | 81%                | 67%                | 64.4%              | 45.5%              |
| Protestantesimo                   | 1%                 | 2%                 | 2.1%               | 3.6%               |
| Islam                             | -                  | -                  | 3.0%               | 5.6%               |
| Giudaismo                         | -                  | -                  | 0.6%               | 0.8%               |
| Altre religioni o non specificate | 2.5%               | 8%                 | 2.3%               | 2.5%               |
| Non religiosi                     | 15.5%              | 23%                | 27.6%              | 39.6%              |

## Statistiche grafiche

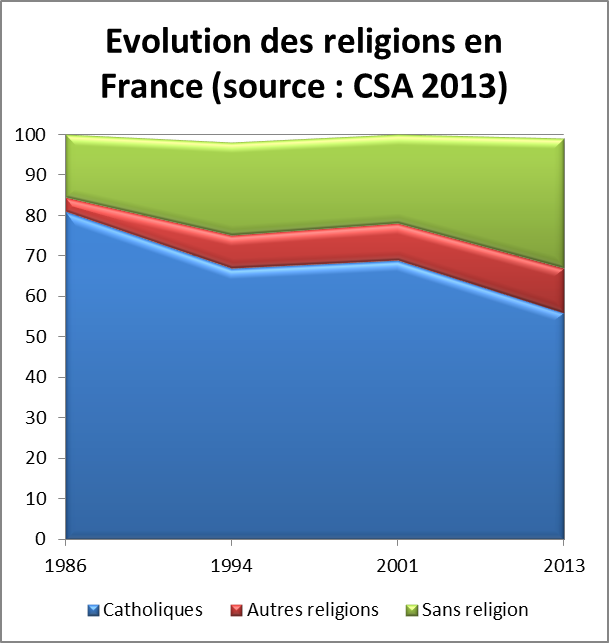
Evoluzione religiosa in Francia dal 1986 al 2013: blu-cattolici, rosso-altre religioni, verde-senza religione
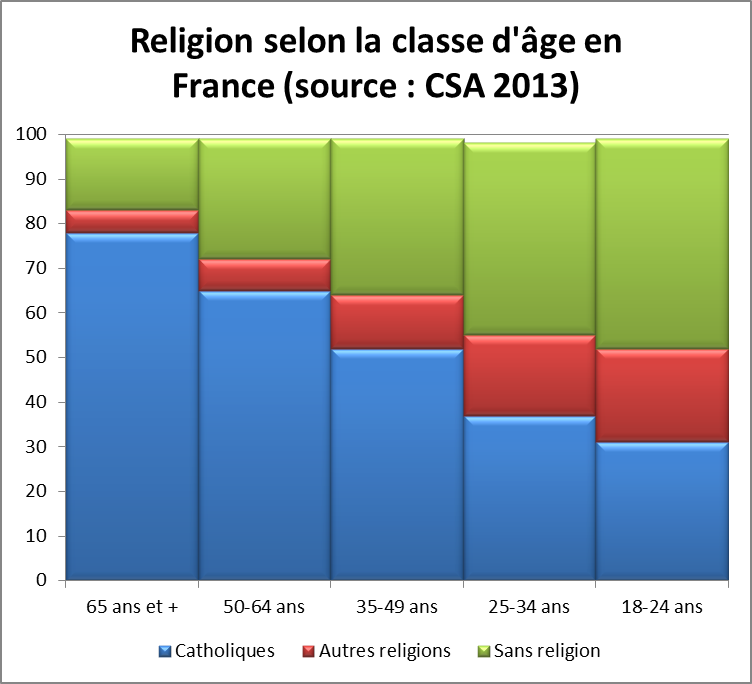
Fede religiosa per classe d'età (CSA 2013).

## Statistiche sulle appartenenze religiose 2008-2015
| Fonti (anno)                                                                   | Cristianesimo | Irreligiosità | Islam | Ebraismo | Altri  |
| ------------------------------------------------------------------------------ | ------------- | ------------- | ----- | -------- | ------ |
| Instituto nazionale di studi demografici-INED (2008-2009) tra i 18 e i 50 anni | 45.5%         | 45%           | 8%    | 0.5%     | 1%     |
| Pew Research Center (2010)                                                     | 63%           | 28%           | 7.5%  | 0.5%     | 1%     |
| Instituto françese d'opinione pubblica-Ifop (2011)                             | 65%           | 25%           | 7%    | 1%       | 2%     |
| Eurobarometro (2012)                                                           | 58%           | 37%           | 3%    | 0.5%     | 2%     |
| Istituto CSA (2012)                                                            | 56%           | 32%           | 6%    | 1%       | 3%     |
| Dipartimento di Stato degli Stati Uniti d'America (2014)                       | 45%           | 45%           | 8%    | ?        | 2%     |
| CIA World Factbook (stime 2015)                                                | 63-66%        | 23-28%        | 7-9%  | 1%       | 0.5-1% |

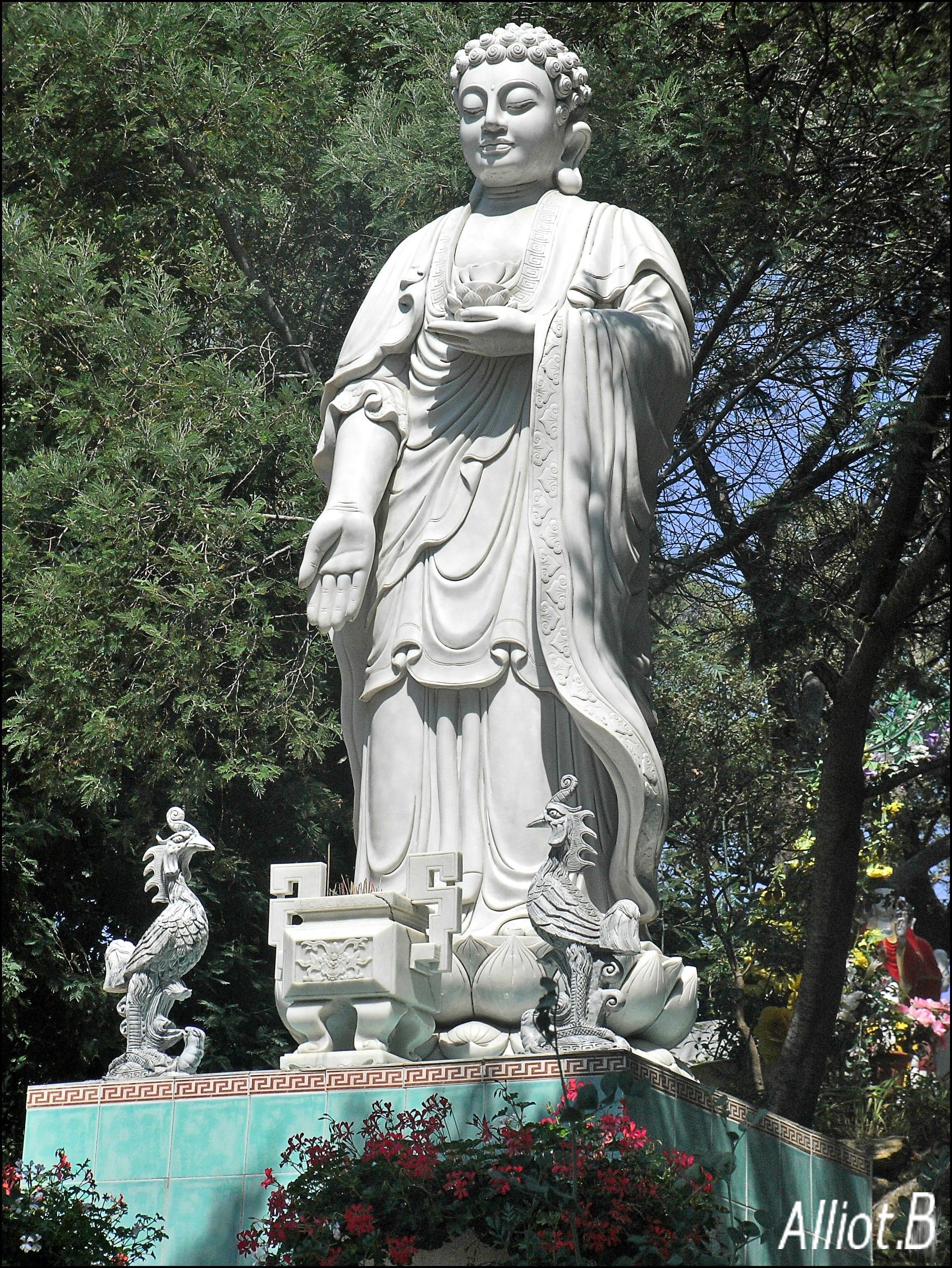
Statua di Bodhisattva nella pagoda buddhista di Fréjus.

A causa di una legge del 1872 la Repubblica francese vieta di includere in un Censimento la "razza" o le convinzioni dei cittadini; tuttavia la legislazione non include indagini e sondaggi che sono liberi di porre queste domande se lo desiderano.
- Secondo uno studio condotto dal gruppo CSA nel 2000-2001 su 24.810 individui del quotidiano cattolico La Croix [33] i numeri sono stati i seguenti: cattolici (69%), religiosi (22%), protestanti (2%) e altri (7%)[26].
- In un sondaggio del 2003 il 41% degli intervistati ha affermato che l'esistenza di Dio era "esclusa" o "improbabile"; il 33% si è dichiarato "ateo" o agnostico, mentre il 51% ha risposto "cristiano". Interrogati sulla loro religione il 62% ha risposto che erano cattolici, il 6% musulmani, il 2% protestanti, l'1% ebrei, il 2% "altre religioni" (ad eccezione di ortodossi o buddisti che erano trascurabili) e 26% "nessuna religione ", infine l'1% ha rifiutato di rispondere. La discrepanza fra il numero di "atei" (33%) e il numero di "senza religione" (26%) può essere attribuita a persone che si sentono culturalmente vicine a una religione e ne seguono i valori e le tradizioni morali pur non credendo in Dio[27].
- Ci sono da 5 a 6 milioni di individui di origine musulmana (8-10% della popolazione), anche se le stime di quanti di questi siano effettivamente praticanti variano notevolmente. Secondo un sondaggio del 2004 il 36% dei musulmani si identifica come regolarmente osservante dei riti e delle pratiche tradizionali. Tuttavia secondo i resoconti della stampa di un sondaggio del settembre 2006 88% degli intervistati musulmani hanno riferito di osservare il mese sacro islamico di Ramadan, un notevole aumento rispetto ai livelli di osservanza precedentemente registrati. Secondo i rapporti stampa nel paese vi erano più di 2.000 moschee. I protestanti costituivano il 3% della popolazione, le fedi ebraiche e buddiste rappresentavano ciascuna l'1%, mentre la fede sikh risultava inferiore all'1%[28].
- Un sondaggio del 2006 pubblicato da Le Monde e Le Monde des Religions e pubblicato nel gennaio 2007[29] ha scoperto che il 51% della popolazione francese si descrive come cattolica (la metà di coloro che affermano di credere in Dio), il 31% come senza religione, il 4% come musulmani, il 3% come protestanti e l'1% come ebrei[30].

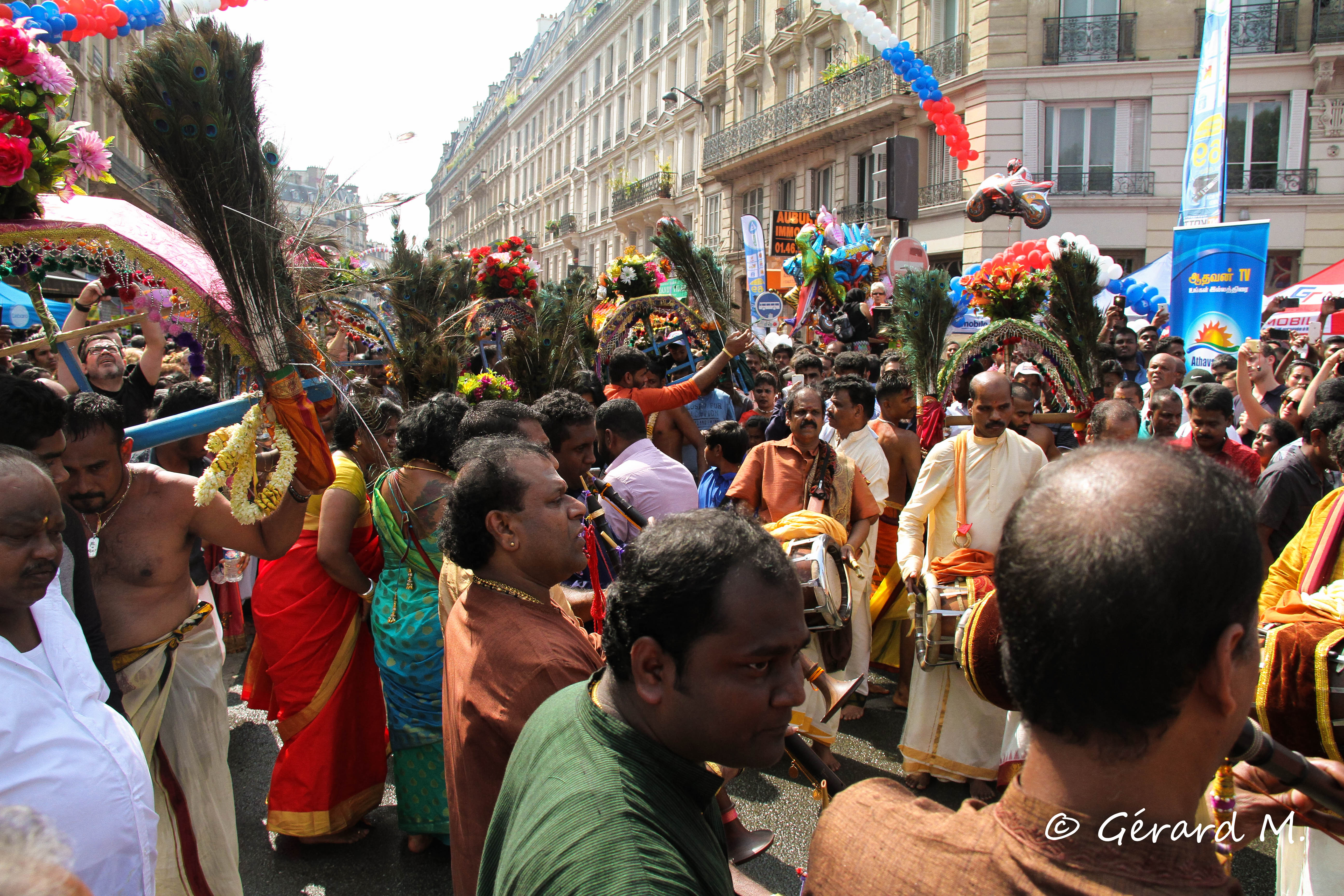
Festival induista dedicato a Ganesh nel 2017 per le vie di Parigi.

- Questo sondaggio del 2006, citato come "sondaggio del gennaio 2007" nel rapporto internazionale sulla libertà di religione del Dipartimento di Stato degli Stati Uniti d'America, mostra che il 51% degli intervistati indica di essere cattolici, anche se non frequentano mai i servizi religiosi; un altro 31% afferma di non avere alcuna affiliazione religiosa. Tra i cattolici solo l'8% partecipa alla Messa settimanale, un terzo lo fa "occasionalmente" e il 46% partecipa solo al battesimo, al matrimonio e al funerale". Solo il 52% dei cattolici dichiarati crede che l'esistenza di Dio sia "certa o possibile"[31]; d'altro canto circa 1/3 dei cattolici che frequenta le chiese (l'8% del totale) si dichiarano cattolici tradizionalisti[32].
- Un sondaggio CSA dell'ottobre 2006 rivolto esclusivamente ai cattolici ha stabilito che il 17% dei cattolici francesi (che rappresentano il 52% della popolazione cattolica) non credevano in Dio. Tra i credenti la maggior parte (79%) ha descritto Dio come "forza, energia o spirito" e solo il 18% come una "divinità personale"[33].
- Un sondaggio di Harris Interactive del dicembre 2006 pubblicato in The Financial Times ha scoperto che il 32% della popolazione francese si è descritta come agnostica, un ulteriore 32% come atea e solo il 27% credente in un qualche tipo di Dio o "essere supremo"[34].
- Il CIA World Factbook del 2007 ha elencato la religione francese maggioritaria il cattolicesimo (83-88%), segue il protestantesimo (2%), l'ebraismo 1%, l'islam (5% -10%), i non affiliati infine ammontano al 4%. Nel 2002 il CFA World Factbook aveva affermato che 88-92% della popolazione francese era cattolica.
- Secondo l'annuario statistico della Chiesa pubblicato dalla Città del Vaticano - Annuario Pontificio - nel dicembre 2009 c'erano 46.875.000 cattolici francesi (74,9% della popolazione).

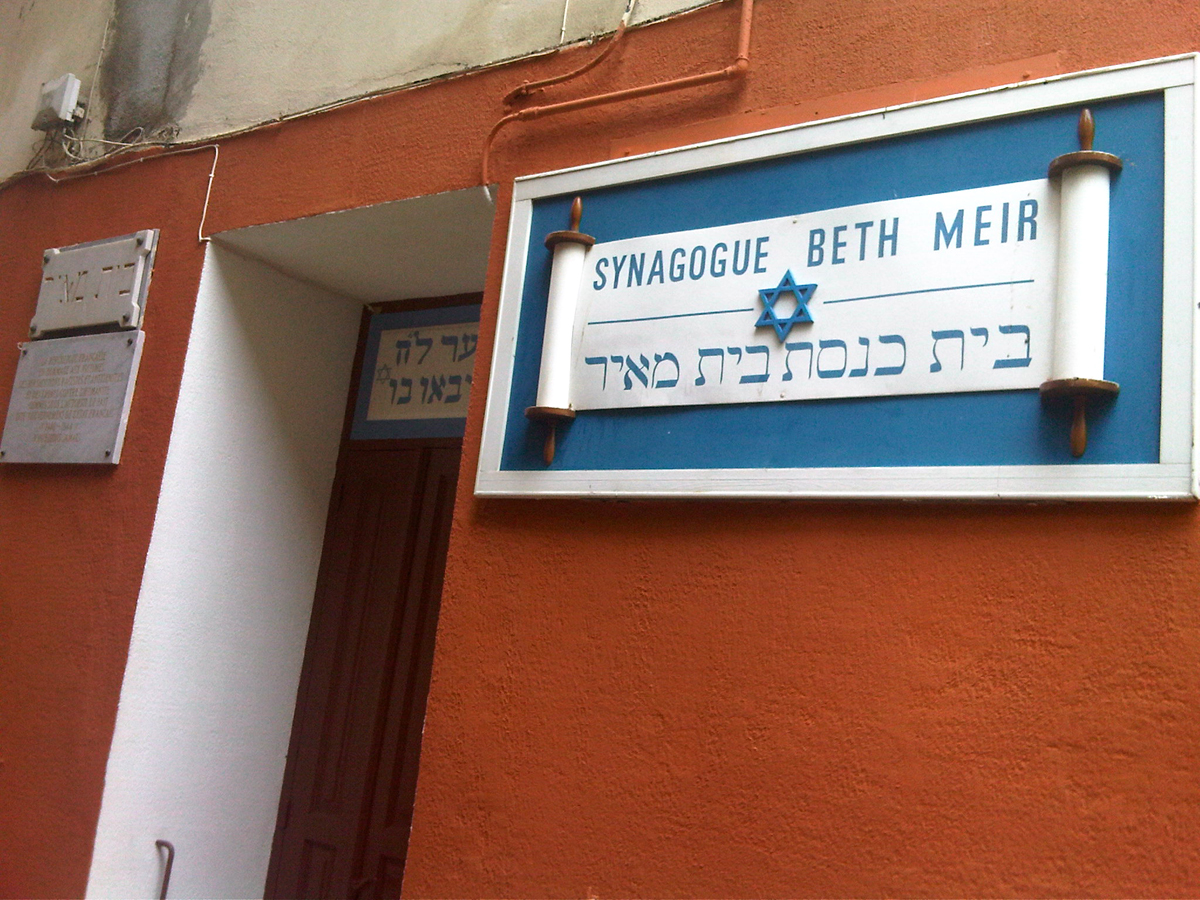
Ingresso della sinagoga di Bastia.

- Un sondaggio di IFOP condotto per il quotidiano cattolico La Croix pubblicato all'inizio del 2010 ha presentato i dati sui cattolici in Francia. Nel 1965 l'81% dei francesi si dichiarava cattolico; non più del 64% nel 2009. La diminuzione dei cattolici attivi è stata proporzionalmente molto più grande: nel 1952 il 27% dei francesi frequentava le funzioni religiose almeno una volta alla settimana o più, mentre nel 2006 lo stesso dato non ha superato il 4,5%[35][36].
- Secondo il sondaggio Eurobarometro del 2010: il 27% dei cittadini francesi ha risposto che "credono nell'esistenza di un qualche Dio"; il 27% ha risposto che "ritengono che esista una sorta di spirito o di forza vitale"; il 40% ha risposto che "non credono che esista alcun tipo di spirito, di Dio o di forza vitale"[4].
- Secondo un sondaggio del 2011 svolto da Ipsos MORI il 45% dei francesi sono cristiani (quasi tutti cattolici), il 35% è irreligioso o professa l'ateismo o l'agnosticismo, il 3% sono musulmani, l'1% sono buddhisti, il 6% aderisce ad altre religioni non specificate e il 10% non ha dato alcuna risposta alla domanda[37].
- Secondo lo studioso Jean-Paul Gourévitch nel 2011 erano presenti 7,7 milioni di musulmani (circa l'11% della popolazione) nell'intera area metropolitana nazionale[38][39].
- In un sondaggio condotto da WIN-Gallup International nel 2012 [36] il 37% degli intervistati ha dichiarato di essere religioso, il 34% ha dichiarato di non essere religioso, il 29% ha dichiarato di essere un ateo convinto e l'1% non ha dato risposta[40].

### Popolazione immigrata
Distribuzione religiosa francese della popolazione immigrata nel 2010.
| Religione                 | Popolazione | % di immigrati sulla popolazione totale | % di immigrati sulla popolazione totale |
| ------------------------- | ----------- | --------------------------------------- | --------------------------------------- |
| Islam                     | 3,040,000   | 45.5%                                   |                                         |
| Cristianesimo             | 2,750,000   | 41.2%                                   |                                         |
| Nessuna religione         | 400,000     | 6.0%                                    |                                         |
| Buddhismo                 | 190,000     | 2.8%                                    |                                         |
| Induismo                  | 60,000      | 0.9%                                    |                                         |
| Ebraismo                  | 10,000      | 0.1%                                    |                                         |
| Altri                     | 240,000     | 3.6%                                    |                                         |
| Numero totale di migranti | 6,680,000   | 100%                                    |                                         |

### Presenza della Chiesa
Secondo l'Istituto francese di opinione pubblica (IFOP) in uno studio condotto nel 2009 basato sull'auto-dichiarazione.
| IFOP                                        | Cattolici | Fedeli regolari e occasionali | Frequentatori settimanali |
| ------------------------------------------- | --------- | ----------------------------- | ------------------------- |
| In percentuale sul totale della popolazione | 64.4%     | 15.2%                         | 4.5%                      |
| In numeri assoluti (milioni)                | 41.6      | 9.78                          | 2.9                       |

Nel 1952 il 27% della popolazione francese era cattolica praticane; nel 2006 questo dato è sceso a meno del 5%.
Il 43% dei cattolici praticanti ha 65 anni o più, rispetto al 21% della popolazione totale francese e al 21% dei cattolici non praticanti.
Nel 2008 appena il 3% dei cittadini francesi posto la "fede" tra le 4 risposte alla domanda: "tra i seguenti valori qual è il più importante in relazione alla tua idea di felicità?". Assieme al Belgio è la seconda percentuale più bassa, appena al di sopra del Portogallo con il 2%. La media in "Europa 27" è stata del 9%.
Nell'Arcidiocesi di Auch più di 200 chiese cattoliche non vengon "mai utilizzate". Nell'Arrondissement di Bayeux e nell'Arrondissement di Lisieux 505 su 804 edifici cattolici non sono "mai usati". Nella stessa diocesi il numero di chiese che celebrano la messa ogni domenica è diminuito da 164 nel 2001 a 144 nel 2006. Questo fatto è spiegato in parte dall'esodo rurale e dalla concentrazione della popolazione nelle città negli ultimi 60 anni, ma anche dalla mancanza di collaboratori della Chiesa e dalla presenza in costante calo. Un numero ristretto di nuove chiese sono state costruite nelle aree urbane nello stesso periodo, in particolare una nuova diocesi cattolica per la Cattedrale di Créteil nei presi di Parigi.
Ci sono casi molto rari di chiese convertite in moschee, come l'antica Cappella Saint-Christophe di Nantes.
I protestanti sono aumentati in percentuale rispetto alla popolazione totale dall'1% del 1987 al 3% nel 2009, soprattutto attraverso la diffusione di varie denominazioni riconducibili all'evangelicalismo.

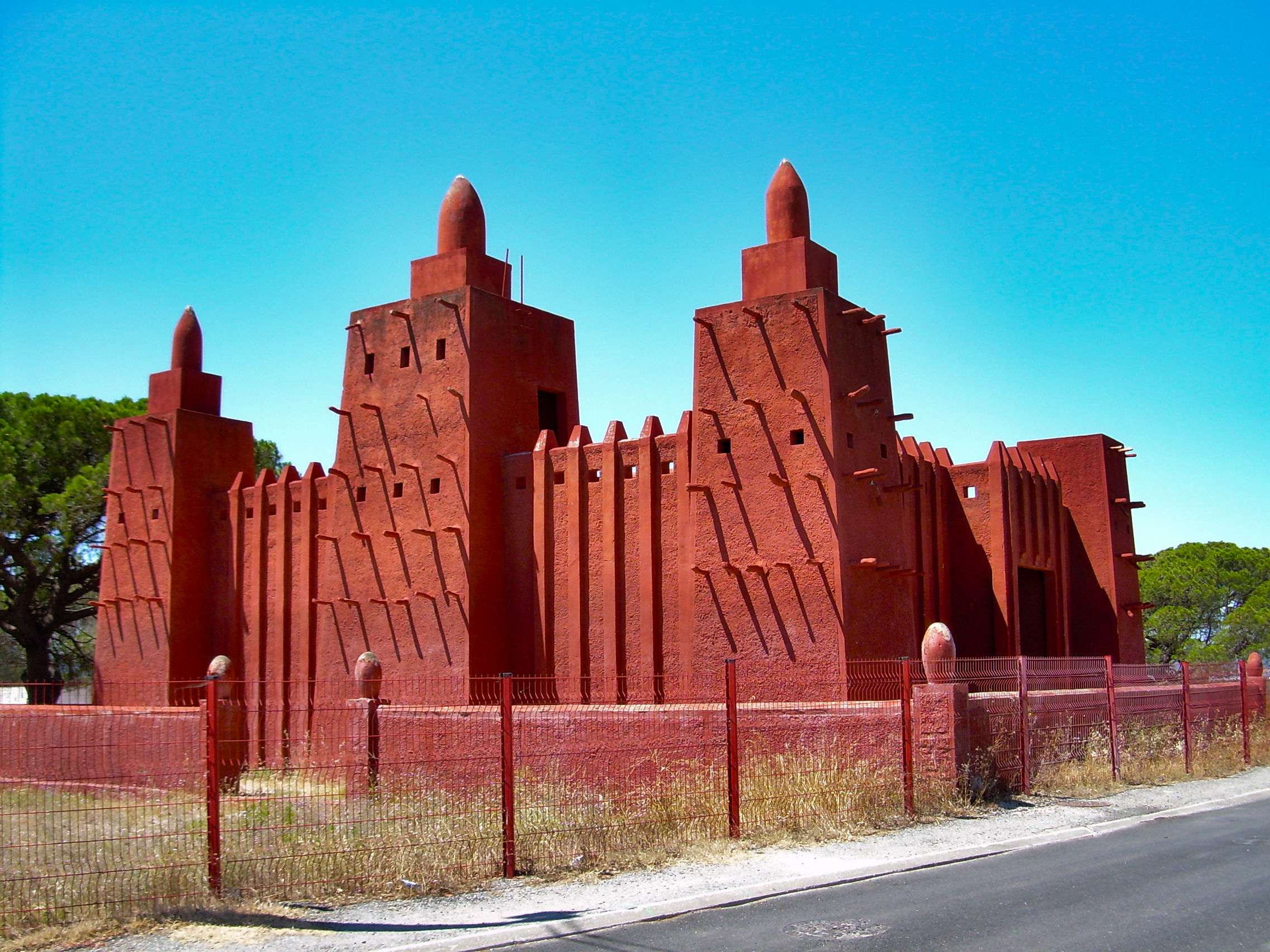
La moschea centrale di Fréjus. L'Islam che si rifà al sunnismo è la seconda religione più grande della Francia.

### Statistiche sull'islamismo
A partire dal 2011 il 75% (4,5 milioni) dei circa sei milioni di residenti francesi e dei cittadini con un'origine dall'Africa sub-sahariana, dal Nordafrica o da altri paesi del mondo islamico sono stati identificati come "credenti" e il 41% (circa 2,5 milioni) ha dichiarato di essere "praticante", secondo un rapporto pubblicato sull'Islam in Francia dall'IFOP il 1 agosto 2011. Secondo la ricerca oltre il 70% dei musulmani francesi ha affermato di aver osservato il Ramadan nel 2011.
Si stima che i convertiti francesi all'Islam assommino a circa 100.000 unità (le associazioni musulmane affermano invece che il numero è superiore ai 200.000), con migliaia di convertiti ogni anno.
Uno studio condotto nel 2015 ha stimato in circa 12.000 unità il numero dei cristiani di origini musulmane, la maggior parte dei quali appartengono a comunità dell'evangelicalismo o del pentecostalismo.

## Discussioni pubbliche sull'islam
A Parigi e nella regione dell'Île-de-France, dove i musulmani francesi tendono ad essere più istruiti e religiosi, la grande maggioranza respinge la violenza e dice di essere fedele alla nazione che li ospita; questo almeno secondo studi condotti da "Euro-Islam", una rete comparativa di ricerca sull'Islam e sui Musulmani in Occidente sponsorizzato dalla GSRL Paris/CNRS France e dall'Università di Harvard.
- Il 77% dei musulmani a Parigi ha scelto di adottare una valutazione bassa quando si è chiesto loro se la violenza possa essere una risposta morale accettabile per una causa nobile (1 o 2 su una scala di 5).
- Il 73% ha affermato di essere fedele alla Francia.
- Il 18% ritiene che l'omosessualità possa essere moralmente accettabile[52].

Nel 2011 in tutto il territorio nazionale erano in costruzione più di 150 nuove moschee; esistono in totale 2500 luoghi di culto pubblici (a partire dal 2015, nel 2011 erano 2000). Il muftī Dalil Boubakeur ha affermato che il numero reale dovrebbe essere perlomeno raddoppiato.
Il finanziamento per la costruzione delle moschee da molto tempo costituisce uno dei temi maggiormente problematici; le autorità francesi erano preoccupate che il capitale straniero potesse essere utilizzato per accrescere l'influenza interna islamica e quindi alla fine degli anni ottanta decideva di simulare l'emersione di un "Islam francese". La legge del 1905 sulla separazione tra Stato e Chiesa vieta il finanziamento di gruppi religiosi da parte statale.
Secondo Salah Bariki, consigliere del sindaco di Marsiglia nel 2001: "all'istituto di formazione coranica del Nièvre il 3% dei libri è scritto in lingua francese e tutto è stato pagato dall'estero". Egli ha anche sostenuto la partecipazione pubblica al finanziamento di un centro culturale islamico marsigliese per incoraggiare i musulmani a sviluppare e utilizzare materiali di apprendimento in francese, come risposta al tentativo straniero di indottrinamento all'islamismo; anche i "musulmani secolari" e "partecipi della società civile" dovrebbero essere rappresentati, ha concluso, non solo i funzionari religiosi.
Le autorità locali hanno finanziato la costruzione di moschee, a volte privandole del minareto e chiamandole "centri culturali" islamici o locali comunali affittati a "associazioni civili". A causa delle proteste generali e della decisione di ricorrere a vie legali adottate del Fronte Nazionale, dal Movimento Nazionale Repubblicano e dal Movimento per la Francia, l'affitto per un terreno di 8.000 metri quadrati da utilizzare per la costruzione della Moschea di Marsiglia è stato aumentato da 300 a 24.000 Euro annui ed il periodo è stato ridotto da 99 a 50 anni.

## Strage alCharlie Hebdo
A seguito dell'Attentato alla sede di Charlie Hebdo da parte dei seguaci di Al-Qaeda 2 milioni parigini, tra cui il presidente della Repubblica francese François Hollande e più di 40 leader mondiali, hanno partecipato ad una manifestazione di unità nazionale.
Un insegnante di Clichy-sous-Bois, un sobborgo con una forte presenza di immigrati, ha riferito che 3/4 degli studenti hanno rifiutato di osservare il minuto di silenzio in memoria delle vittime del Charlie Hebdo.
Ci sono stati circa 200 incidenti all'interno degli istituti scolastici dopo l'attacco, alcuni dei quali hanno "glorificato il terrorismo islamico". A Bobigny, un comune parigino, un paio di studenti gridavano "Allah Akbar" (il Takbīr) durante il minuto del silenzio, le stesse parole che sono state urlate dai terroristi durante l'attacco.

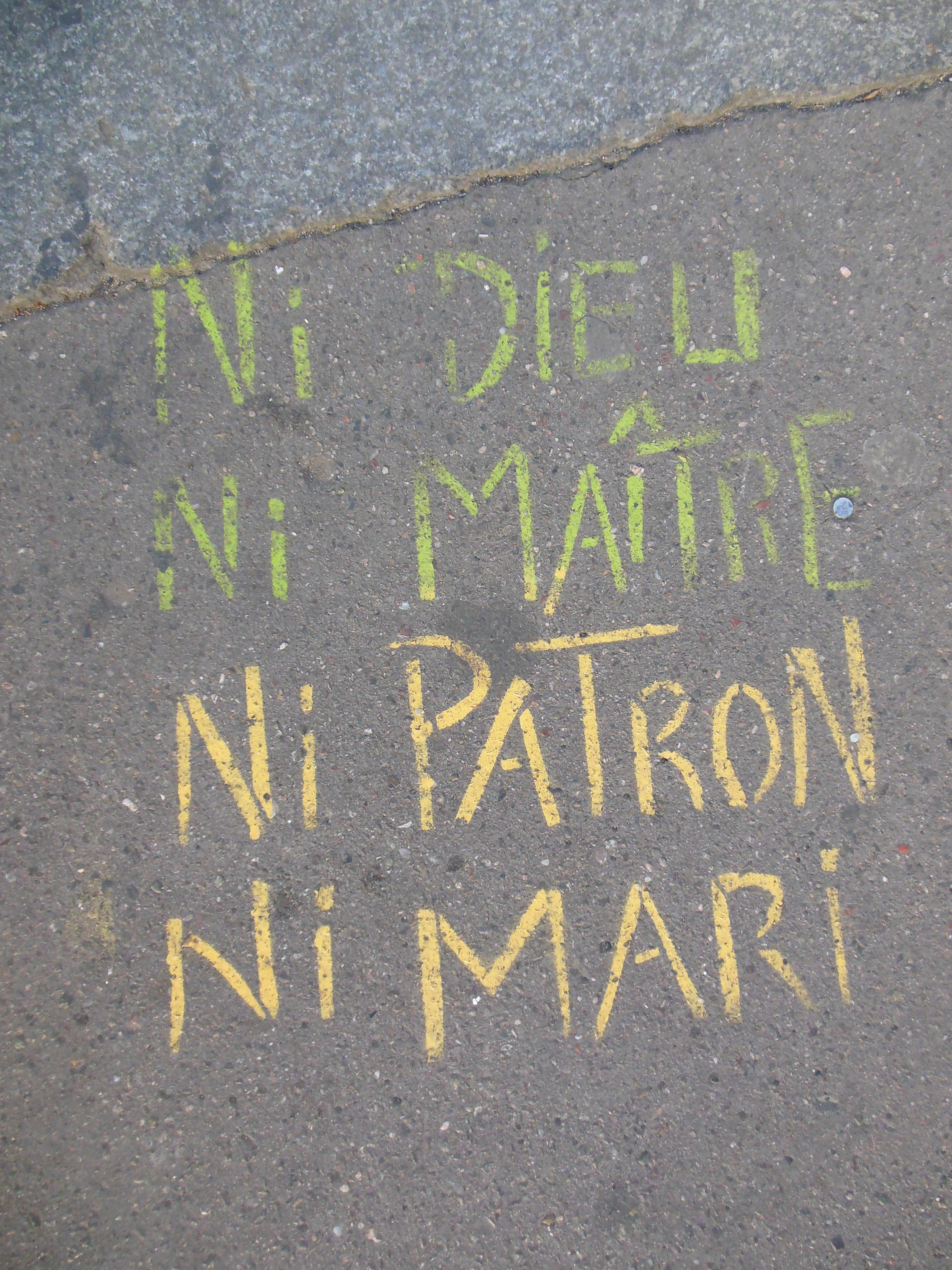
Graffito femminista del 2013: né dio né maestro né padrone né marito.